# Orgnac-sur-Vézère
Orgnac-sur-Vézère è un comune francese di 310 abitanti situato nel dipartimento della Corrèze nella regione della Nuova Aquitania.

## Società

### Evoluzione demografica
Abitanti censiti